# Elassodiscus caudatus
Elassodiscus caudatus és una espècie de peix pertanyent a la família dels lipàrids.

## Descripció
- El mascle fa 8,5 cm de llargària màxima i la femella 7,5.
- Nombre de vèrtebres: 55-60.
- Peritoneu de color negre.[6][7]

## Hàbitat
És un peix marí i batidemersal que viu entre 335 i 1.040 m de fondària.

## Distribució geogràfica
Es troba al Pacífic oriental: des del sud-est d'Alaska fins a la badia de Monterrey (Califòrnia, els Estats Units) i l'est del mar de Bering.

## Observacions
És inofensiu per als humans.